# Objat
Objat is een gemeente in het Franse departement Corrèze (regio Nouvelle-Aquitaine). De gemeente telde 3.737 inwoners op 1 januari 2022. De plaats maakt deel uit van het arrondissement Brive-la-Gaillarde.

## Geschiedenis
Objat was in de middeleeuwen een baronie. Deze kwam in de 15e eeuw in handen van de familie Saint-Anlain. De oudste delen van het kasteel van Objat stammen uit deze tijd. Daarna, tot 1651, waren leden van de familie Livron heren van Objat.
De kerk Saint-Barthélémy van Objat gaat terug tot de 9e eeuw. De huidige kerk is 15e-eeuws maar werd in 1842 door haar bouwvallige status sterk verbouwd en bekroond met een koepeldak.
Objat werd in het verleden meermaals getroffen door zware overstromingen van de Loyre. In 1792 werd hierbij de brug over de rivier vernield. Ook in 1913 was er nog een zware overstroming.
In de 19e eeuw kende de gemeente een sterke groei: er kwamen markten en industrie in de gemeente en het spoorwegstation werd het op twee na drukste van het departement.

## Geografie
De oppervlakte van Objat bedroeg op 1 januari 2022 9,57 vierkante kilometer; de bevolkingsdichtheid was toen 390,5 inwoners per km². De Loyre stroomt door de gemeente.
De onderstaande kaart toont de ligging van Objat met de belangrijkste infrastructuur en aangrenzende gemeenten.

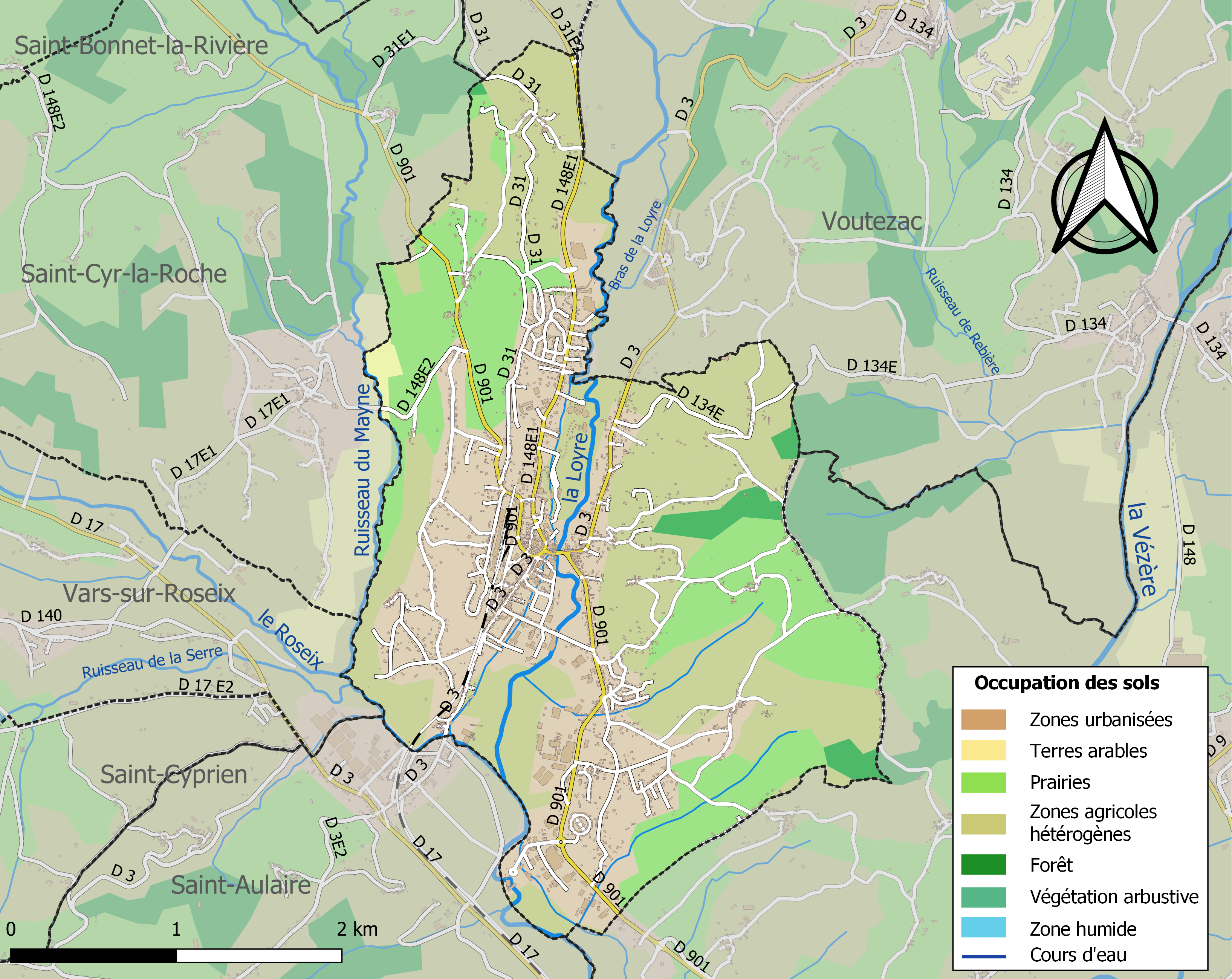

## Demografie
Onderstaande figuur toont het verloop van het inwonertal (bron: INSEE-tellingen).